# 海会寺 (刈谷市)
海会寺（かいえじ）は、愛知県刈谷市元町1丁目2にある曹洞宗の寺院。山号は龍雲山。本尊は木造聖観世音菩薩立像。

## 歴史
創建は諸説あり定かでないが、現在の刈谷市域で最古の寺院とされている。かつては天台宗か真言宗であった。
曹洞宗としての開山は室町時代初期の応永年間（1394年-1427年）である。庭厳門公長老がこの寺に住持していたとき、遠江国浜松にある普済寺の利山義聰（寒巌派、法皇派、普済寺十三門派）和尚がここに留錫。そのとき庭厳門公長老は、利山義聰和尚の高徳に帰順し、自ら弟子の礼をとって曹洞宗海会寺第一祖とした。かくして利山義聰和尚の名は広く知れ渡り、その徳を慕って四方から多くの弟子が集まって来たので、応永20年（1413年）に楞厳寺（現・刈谷市天王町）を創立した。
近世から近代には元刈谷村に属していた。

## 境内
境内にはシイの巨木があり、その幹周は8.8メートル、樹高は10メートルである。

## 文化財

### 県指定文化財
- 木造聖観世音菩薩立像[4] - 鎌倉時代末期の作と推定されている[2]。作者は不詳[2]。像高115センチメートル、寄木造[2]。「カキの観音」とも呼ばれる[2][3]。秘仏[3]。

## 所在地
所在地
- 448-0825 愛知県刈谷市元町1丁目2

アクセス
- 名鉄三河線刈谷市駅より徒歩約10分